# Кабелеразделочные станки
Кабелеразделочные станки — станки для разделки кабеля (КРС), обеспечивающие отделение металлических токопроводящих жил от оболочки. Они предназначены для механизации процессов заготовки лома цветных металлов в целях его переработки во вторсырье и последующего использования. Также могут называться стрипперами.

## Устройство станков для разделки кабеля
Все кабелеразделочные станки имеют схожее устройство и одинаковый принцип работы. Станок для разделки кабеля и трансформаторной шины (ШКРС) имеет защитный корпус, внутри которого расположены основные агрегаты. Главным рабочим механизмом является стальной режущий инструмент (нож, система ножей, пила и т. д.). Он приводится в движение благодаря электрическому двигателю, который питается от электрической сети.
В состав станков по разделке кабеля, помимо ножей, могут входить вспомогательные устройства, в частности приспособления для дополнительной обработки металла (например, для уплощения металлических жил круглого сечения).
Движение режущего инструмента настраивается на каждом станке в соответствии с размерами обрабатываемого изделия, типом и толщиной оболочки, количеством жил. Управление осуществляется оператором, который включает-выключает станок, подает кабель в соответствующее входное отверстие. Отдельные модели оснащаются электроникой.

## Виды кабелеразделочных станков
Группа кабелеразделочных станков включает несколько разновидностей оборудования, предназначенных для обработки разных видов силовых и электрических кабелей, проводов, шнуров и других изделий.
Станок для разделки кабеля может иметь одно или несколько входных отверстий для подачи обрабатываемого изделия. В соответствии с этим различают специализированные и универсальные кабелеразделочные станки, применяемые для обработки нескольких видов металлосодержащей продукции. Некоторые модели способны обрабатывать не только кабель, но и теплообменники и прочие металлоизделия.
Виды разделываемой кабельной продукции:
- бытовые провода, шнуры;
- силовые, промышленные кабели (ВВГ, NYM, КГ, ВББШ, СИП и другие);
- электрические, монтажные провода;
- сетевые кабели.

Большинство станков предназначены для разделки кабеля из меди и алюминия. Разделываются провода с простой одинарной и многослойной оболочкой — из ПВХ, резины, полиэтилена, металла (бронированные), масляной бумаги.
Отдельные модификации станков используются для разделки трансформаторных шин. Обработка осуществляется посредством металлических щеток.
Особой разновидностью кабелеразделочных машин является пила для разрезания корпусов аккумуляторных батарей. Она применяется для механизированного извлечения свинца из полипропиленового корпуса.